# ストラトフォード駅
ストラトフォード駅（ストラトフォードえき、英語: Stratford station）は、イースト・ロンドンのニューアムにあるナショナルレールの列車、ロンドン地下鉄およびドックランズ・ライト・レイルウェイの各線が乗り入れる鉄道駅である。CTRLの新駅ストラトフォード国際駅と識別するためストラトフォード・リージョナルと呼ばれることもある。

## 概要
ロンドン地下鉄はセントラル線、ジュビリー線が発着する。
この駅に発着するナショナルレールの列車は、ロンドン・オーバーグラウンド、ナショナル・エクスプレス・イースト・アングリア（「'One'」から改称）およびc2cがそれぞれ運行している。
ロンドン市内での運賃ゾーンはZone 3に位置している。ストラトフォード・アポン・エイヴォン駅と区別するため乗車券上ではストラトフォード（ロンドン）と記されている。

## 沿革
ストラトフォード駅は1839年にECRによって開業した。鉄道工場も建設され、後に貨物ターミナルとなっている。セントラル線は1946年12月4日に開業している。リバプールストリート駅からの新トンネルは第二次世界大戦の影響で開業が遅れていた。ドックランズ・ライト・レイルウェイは1987年8月31日に開業している。この路線はドックランズの再開発によって開業した路線である。
1990年代後半、低層ホームはジュビリー線の乗り入れ工事のため改良工事が行われた。斬新なガラス張りの建物が建設され新しい切符売り場も設けられ、古い物は取り壊された。ジュビリー線は1999年5月14日に旅客扱いを開始した。

2010年にはストラトフォード駅の近くにストラトフォード国際駅が開業する。その際に、ストラトフォード駅はストラトフォード・リージョナル駅と改称される。ドックランズ・ライト・レイルウェイとロンドン・オーバーグラウンドのノース・ロンドン線が両駅を結ぶ。
広大な貨物ターミナルの跡地は、大型再開発地区ストラトフォード・シティや、オリンピック・パークとなる。

2005年に新しい駅コンコース

2008年に同じ眺め

## 隣の駅

### 現在
ロンドン交通局
ロンドン地下鉄
■セントラル線
マイル・エンド駅 - ストラトフォード駅 - レイトン駅
■ジュビリー線
ウェスト・ハム駅 - ストラトフォード駅
■ドックランズ・ライト・レイルウェイ
ストラトフォード国際駅 - ストラトフォード駅 - ストラトフォード・ハイ・ストリート駅
■ロンドン・オーバーグラウンド
ノース・ロンドン線
ハックニー・ウィック駅 - ストラトフォード駅
ナショナル・レール
■ナショナル・エクスプレス・イースト・アングリア
グレート・イースタン本線
リヴァプール・ストリート駅 - ストラトフォード駅 - ロムフォード駅
ストラトフォード・メトロ
リヴァプール・ストリート駅 - ストラトフォード駅 - メリーランド駅
リー・ヴァリー・ラインズ
ストラトフォード駅 - トッテナム・ヘイル駅
ロンドン - ブレントリー
リヴァプール・ストリート駅 - ストラトフォード駅 - シェンフィールド駅
ロンドン - サウスエンド　と サウスミンスター
リヴァプール・ストリート駅 - ストラトフォード駅 - シェンフィールド駅
■c2c
リバプール・ストリート - バーキング
リヴァプール・ストリート駅 - ストラトフォード駅 - バーキング駅
■Dutchflyer
ロンドン - アムステルダム
リヴァプール・ストリート駅 - ストラトフォード駅 - シェンフィールド駅

### 将来
クロスレール
■クロスレール
ホワイトチャペル駅 - ストラトフォード駅 - メリーランド駅